# MFD Mobiles Fernsehen Deutschland
Die MFD Mobiles Fernsehen Deutschland GmbH war ein Mobile-TV-Provider. Das Unternehmen war das erste seiner Art in Deutschland und hatte seinen Sitz in Düsseldorf. 
Gegründet wurde MFD im September 2005. Das Unternehmen besitzt Sendelizenzen im DMB-Standard (Digital Multimedia Broadcasting) und war von Anfang Juni 2006 bis April 2008 mit watcha auf Sendung. Mit der Einstellung der DMB-Ausstrahlung gab es eine Neuausrichtung zu DVB-H. MFD hatte sich bereits 2007 bei den Landesmedienanstalten um entsprechende Sendelizenzen beworben, und als Teil des mit Neva Media GmbH gegründete Joint Venture Mobile 3.0 diese 2008 in zehn Bundesländern auch erhalten.
Über watcha war der Empfang von Fernsehen und Radio auf mobilen Endgeräten wie zum Beispiel Handys möglich. Dafür waren in Deutschland TV-Handys der Unternehmen Samsung und LG verfügbar. 
MFD sah seine Aufgaben als Mobile-TV-Provider in der Klärung der rechtlichen Grundlagen durch Erhalt von Sendelizenzen seitens der Landesmedienanstalten, der Bereitstellung von Inhalten in Zusammenarbeit mit Fernsehsendern und Content-Lieferanten sowie dem Aufbau und Betrieb eines Sendenetzes. 
Zu den Vertriebspartnern von MFD gehörten die Serviceprovider debitel, mobilcom und der No-Frills-Anbieter simply.

## Sender auf watcha
Von watcha wurden die fünf TV-Programme ARD, ZDF, N24, MTV Music und der ausschließlich für mobilen Empfang konzipierte Fernsehsender ProSiebenSat.1 Mobile gezeigt. Außerdem wurden der visuelle Radiosender bigFM2see bundesweit eingespeist. Darüber hinaus gab es bei ProSiebenSat.1 Mobile das Programmfenster „watcha TV“, das von MFD produziert wurde.

## Ehemaliges Verbreitungsgebiet DMB
Im Jahre 2007 wurde der Empfang von watcha mittel DMB in 16 Ballungsräumen mit  rund 16 Millionen Einwohnern ausgebaut.

Ehemaliges watcha-Verbreitungsgebiet

## Geplantes Verbreitungsgebiet DVB-H
Die Gesamtkonferenz der Landesmedienanstalten empfahl am 15. Januar 2008, „Mobile 3.0“, einem Joint Venture der MFD mit der Neva Media GmbH, bundesweit Genehmigungen für ein mobiles Programmangebot auf Basis von DVB-H zu erteilen. Die eigentliche Lizenzvergabe musste auf Landesebene erfolgen, bisher erhielt Mobile 3.0 Lizenzen in Bremen, Sachsen, Thüringen, Hessen, sowie  in Hamburg und Schleswig-Holstein und auch in Berlin, Brandenburg und Baden-Württemberg sowie Rheinland-Pfalz. Für den Bau der Sendeanlagen war eine Zusammenarbeit mit der Media Broadcast vorgesehen. Es lagen Vereinbarungen vor die ein Programmangebot von Sendern von ARD, ZDF, RTL Group und ProSiebenSat.1 umfassen. Die Betreibergesellschaft Mobile 3.0 hat mittlerweile ihre Lizenz zur Betreibung eines DVB-H-Angebotes zurückgegeben.